# 五斑方瓢蟲
五斑方瓢蟲（学名：Pseudoscymnus quinqueqrnctata）为瓢蟲科方瓢蟲屬下的一个种。